# Catocala richteri
Catocala richteri là một loài bướm đêm trong họ Erebidae.